# Leptomantispa chaos
Leptomantispa chaos is een insect uit de familie van de Mantispidae, die tot de orde netvleugeligen (Neuroptera) behoort. 
Leptomantispa chaos is voor het eerst wetenschappelijk beschreven door Hoffman in Penny in 2002.